# Heinrich Julius Holtzmann
Heinrich Julius Holtzmann (Karlsruhe, 7 de maig de 1832 - 1910) va ser un teòleg protestant alemany.
Fill de Karl Julius Holtzmann (1804-1877), prelat i conseller del Consistori Suprem de Karlsruhe. Pertany al moviment de l'Antiga cerca del Jesús històric.
Va sistematitzar la teoria de les dues fonts, afirmant que els evangelis de Mateu i Lluc es van confeccionar independentment, basant-se en:
- Una font comuna de les dites (lògia) de Jesús, anomenada des de 1890 Font Q.
- L'evangeli segons sant Marc.

A més del material que recullen de Marc i el de la Font Q, Mateu i Lluc inclouen també tradicions pròpies.
Holtzmann va afirmar el caràcter històric de Marc i la Font Q. Va intentar recompondre la història de Jesús, inserint les dites de Jesús (Font Q) en el marc geogràfic que presenta Marc.